# Rolf Amrein
Rolf Amrein (1 de agosto de 1929-20 de abril de 2019) fue un deportista suizo que compitió en vela en la clase Star. Ganó una medalla de bronce en el Campeonato Europeo de Star de 1964.

## Palmarés internacional
| Campeonato Europeo | Campeonato Europeo | Campeonato Europeo | Campeonato Europeo |
| Año                | Lugar              | Medalla            | Clase              |
| ------------------ | ------------------ | ------------------ | ------------------ |
| 1964               | ND                 | Medalla de bronce  | Star               |